# كيه سي بي جروب المحدودة
كيه سي بي جروب المحدودة المعروف أيضا باسم مجموعة كيه سي بي، للخدمات المالية وهي شركة قابضة مقرها في منطقة البحيرات الكبرى الأفريقية. مقر المجموعة في نيروبي ، كينيا، مع فروعها التابعة بكينيا، بوروندي، رواندا، جنوب السودان، تنزانيا، أوغندا.

## نظرة عامة
اعتبارًا من ديسمبر 2017 ، كان لدى المجموعة أصول بقيمة 6.47 مليار دولار أمريكي مع حقوق ملكية للمساهمين قدرها 1.06 مليار دولار أمريكي. في يوليو 2015 ، ذكرت وسائل الإعلام أن المجموعة كانت تتبع خطط توسع في جمهورية الكونغو الديمقراطية وإثيوبيا وموزمبيق . 

## فروع البنوك التابعة
| الشركة الفرعية             | عدد الفروع |
| -------------------------- | ---------- |
| بنك كيه سي بي بوروندي      | 2          |
| بنك كيه سي بي كينيا        | 175        |
| بنك كيه سي بي رواندا       | 11         |
| بنك كيه سي بي جنوب السودان | 20         |
| بنك كيه سي بي تنزانيا      | 14         |
| بنك كيه سي بي أوغندا       | 14         |

## بنك كينيا التجاري بلازا
في ديسمبر 2010 ، بدأ بناء مبنى المقر الجديد في الجزء العلوي هيل في نيروبي. من المتوقع أن تستغرق عملية الإنشاء ما يقرب من عامين، ومن المتوقع أن يبدأ الإشغال في يناير 2013. يبلغ طول 15,960 متر مربع (171,800 قدم2) بنك كينيا التجاري الجديد (بنك كينيا التجاري بلازا) 21 طابقًا، 15,960 متر مربع (171,800 قدم2) حوالي 15,960 متر مربع (171,800 قدم2) من المساحات المكتبية المستأجرة ومواقف كافية لحوالي 450 سيارة. أصحاب المبنى هم صندوق معاشات موظفي البنك التجاري الكيني، الذي يمول بناء ب 2.1 مليار شيلينغ كيني. 

## روابط خارجية
- موقع مجموعة كيه سي بي
- موقع بورصة نيروبي
- ديسمبر 2010 البيانات المالية